# El arracadas
El arracadas es una película de acción, aventura y wéstern mexicana de 1978, dirigida por Alberto Mariscal. Está protagonizada por Vicente Fernández, Patricia Rivera y Raquel Olmedo.La película se filmó en Tesistán, localidad de Zapopan, en Tapalpa y Tlajomulco de Zúñiga, también en el estado de Jalisco y Bavispe, Sonora. El guion fue escrito por Adolfo Torres Portillo, mientras que Xavier Cruz estuvo a cargo de la fotografía, creando un western al estilo mexicano.

## Trama

### Sinopsis
Mariano Landeros, un joven muchacho, es testigo del asesinato de su padre por un criminal que le da un pendiente para que siempre lo recuerde. Ahora, convertido en un hombre tiene al asesino de su padre en la cabeza y no hay posibilidad de que alguien le saque la idea de vengarse, ahora que puede. Además, le prometió a su madre que vengaría la muerte de su padre. Mariano emprende la búsqueda para llevar a cabo su venganza y vivirá una mezcla de sentimientos.

## Reparto
- Vicente Fernández como Mariano Landeros "El Arracadas"
- Mario Almada como Narciso Santos
- Patricia Rivera como Elena Carrillo
- Fernando Almada como Doroteo Carrillo
- Raquel Olmedo como Fabia de Landeros
- Tere Álvarez como Teresa Buendía
- Humberto Elizondo como "Huesos"
- Roberto Cañedo como Dr. Ramiro Landeros
- Wanda Seux como extranjera en cantina
- Alfredo Gutiérrez
- Pedro Muñoz como "Mulo"
- Patricia Maldonado
- Luis de Alba como cantinero
- Arturo Martínez hijo como joven en palenque
- Alejandro Fernández como Mariano Landeros de niño
- José Luis Fernández

## Canciones

### Canciones
- "El Arracadas", interpretada por Vicente Fernández de Gilberto Parra
- "Sangre Caliente", interpretada por Vicente Fernández de Abelardo Pulido
- "Cruz de Olvido", interpretada por Vicente Fernández de Juan Zaizar